# Palle Lykke
Palle Lykke Jensen (Ringe, 4 november 1936 – 19 april 2013) is een voormalig Deens wielrenner die vooral als baanwielrenner actief is geweest.

## Carrière
Lykke was professioneel wielrenner van 1957 tot 1969. 
Hij was vooral succesvol als zesdaagsewielrenner. Hij nam in totaal aan 122 zesdaagsen deel en heeft in 21 overwinningen op zijn naam staan. Met dit aantal neemt hij een gedeelde 27e plaats in op de ranglijst van winnaars aller tijden. Van deze 21 overwinningen heeft hij er 8 behaald met zijn landgenoot Kay Werner Nielsen als koppelgenoot en 7 met een andere landgenoot Freddy Eugen. 
Ook in andere baanwedstrijden was hij succesvol. Zo won hij in het omnium van Kopenhagen in de jaren 1961, 1962, 1964 en 1968 en in 1962 werd hij Europees kampioen koppelkoers samen met zijn schoonvader, de Belg Rik Van Steenbergen
Palle Lykke was ook actief als wegrenner, zij het op een bescheiden manier. Naast een aantal overwinningen in criteriums is zijn meest in het oog springende uitslag een 3e plaats in Gent-Wevelgem in 1966.

## Zesdaagsenoverwinningen
| Nr. | Jaar   | Zesdaagse van | Samen met                         |
| --- | ------ | ------------- | --------------------------------- |
| 1   | 1958   | Århus         | Kay Werner Nielsen                |
| 2   | 1958   | Dortmund      | Kay Werner Nielsen                |
| 3   | 1959   | Berlijn       | Kay Werner Nielsen                |
| 4   | 1959   | Frankfurt     | Kay Werner Nielsen                |
| 5   | 1959   | Kopenhagen    | Kay Werner Nielsen                |
| 6   | 1960   | Frankfurt     | Kay Werner Nielsen                |
| 7   | 1960   | Zürich        | Kay Werner Nielsen                |
| 8   | 1961   | Århus         | Kay Werner Nielsen                |
| 9   | 1962   | Brussel       | Rik Van Steenbergen               |
| 10  | 1963   | Antwerpen     | Rik Van Steenbergen en Leo Proost |
| 11  | 1963   | Frankfurt     | Rik Van Steenbergen               |
| 12  | 1963   | Münster       | Freddy Eugen                      |
| 13  | 1964-1 | Montréal      | Emile Severeyns                   |
| 14  | 1965   | Bremen        | Rik Van Steenbergen               |
| 15  | 1965   | Münster       | Freddy Eugen                      |
| 16  | 1966-2 | Montréal      | Emile Severeyns                   |
| 17  | 1967   | Londen        | Freddy Eugen                      |
| 18  | 1967-2 | Montréal      | Freddy Eugen                      |
| 19  | 1967   | Zürich        | Freddy Eugen                      |
| 20  | 1967   | Amsterdam     | Freddy Eugen                      |
| 21  | 1968-1 | Berlijn       | Freddy Eugen                      |

| Aantal | Samen met             |
| ------ | --------------------- |
| 8      | - Kay Werner Nielsen  |
| 7      | - Freddy Eugen        |
| 4      | - Rik van Steenbergen |
| 2      | - Emile Severeyns     |
| 1      | - Leo Proost          |

## Resultaten in voornaamste wegwedstrijden
| Jaar | Gent-Wevelgem | Ronde van Vlaanderen |
| ---- | ------------- | -------------------- |
| 1966 | Brons         | 58e                  |